# Powstanie Spartakusa
Powstanie Spartakusa – trwające w latach 73–71 p.n.e. największe powstanie niewolników w starożytnym Rzymie. W ciągu dwóch lat siły Spartakusa, składające się z tysięcy niewolników, gladiatorów i zubożałych chłopów, wznieciły powstanie na terenie niemalże całej Italii. Kres buntowi położyły nieporozumienia w szeregach przywódców powstania oraz bitwa nad rzeką Silarus, w której zginął Spartakus.

## Przyczyny i przebieg powstania
Do przyczyn powstania można zaliczyć dwie zasadnicze kwestie:
- wyzysk niewolników w latyfundiach
- pozycja społeczna gladiatorów

Powstania wybuchały już wcześniej, ale były szybko tłumione przez armię rzymską. Tym razem jednak siły powstańców były zdecydowanie potężniejsze. Spartakus, prawdopodobnie z pochodzenia Trak, zawiązał spisek w szkole gladiatorów w Kapui. Do spisku należało dwustu ludzi. Spisek został wykryty, ale siedemdziesięciu ośmiu niewolnikom (i Spartakusowi) udało się zbiec i schronić na zboczach Wezuwiusza. Na Wezuwiuszu spiskowcy wybrali na wodzów – obok Spartakusa – Kriksosa i Oinomaosa (ich pochodzenie nie jest znane). Grupa powiększyła się o zbiegłych niewolników i zrujnowanych drobnych rolników. Wulkan stał się twierdzą powstańców, których armia urosła do 10 tysięcy osób. Powstańcy byli postrachem wśród bogatych mieszkańców Kampanii. W 73 roku p.n.e. przeciwko powstańcom wysłano armię, którą dowodził propretor Klaudiusz Glaber. W bitwie pod Wezuwiuszem armia Spartakusa rozbiła wojsko Klaudiusza, a znaczna część Kampanii znalazła się w rękach buntowników.
Istotnym problemem był brak jedności w armii niewolników. W roku 72 p.n.e. odłączone plemiona celtycko-germańskie, pod dowództwem Kriksosa, zostały rozbite pod Apulią.
Jednak Spartakus rozbił w tym czasie obie armie konsularne. Udał się na północ, chciał opuścić Italię, jednak przekonano go, żeby zawrócił. Postanowił więc połączyć się z oddziałami na Sycylii, jednak piraci nie dostarczyli obiecanych wcześniej statków. W międzyczasie Rzym zebrał armię pod przywództwem Krassusa. Spartakusowi udawało się wymykać z rąk Krassusa, a manewr wydostania się z otaczającego wału został wpisany do listy podstępów wojennych Frontinusa (Strategemata). Krassus ostatecznie rozgromił Spartakusa nad rzeką Silarus. Od tej pory rola niewolników w państwie rzymskim zaczęła się stopniowo zmniejszać.
Ku przestrodze, ukrzyżowano wzdłuż głównej drogi prowadzącej  do Rzymu około sześć tysięcy niewolników, którzy ocaleli z przegranej bitwy.

## Skutki powstania Spartakusa
Powstanie przyniosło zniszczenie znacznych obszarów Italii, właściciele niewolników ponieśli duże straty, w powstaniu uczestniczyła biedota. Od tego czasu również zauważa się stopniową zmianę polityki właścicieli niewolników. 

## Najważniejsze bitwy podczas powstania
- 73 p.n.e. – bitwa pod Wezuwiuszem
- 72 p.n.e. – bitwa pod górą Garganus
- 72 p.n.e. – bitwa w rejonie Picenium
- 71 p.n.e. – II bitwa w rejonie Picenium
- 71 p.n.e. – bitwa o wał Krassusa
- 71 p.n.e. – bitwa pod Camalatrum
- 71 p.n.e. – bitwa nad rzeką Silarus

## Powstanie w kulturze
Powstanie było tematem filmu Spartakus z 1960 w reżyserii Stanleya Kubricka. W 2010 rozpoczęto emisję serialu produkcji Starz pod tytułem Spartakus: Krew i piach.